# Вторник
Вторник е вторият ден от седмицата (между понеделник и сряда). Правилният правопис на наименованието в българския книжовен език е с малки букви (т.е. „вторник“, същото се отнася и за останалите дни от седмицата), освен ако не е първа дума в изречението (за разлика от английския език, където имената на дните от седмицата винаги се изписват с начална главна буква).

## Етимология
Думата „вторник“ произлиза от числителното редно „втори“ и присъства с днешното си значение още в старобългарския език.

## Денят в историята

### Празници, празнувани във вторник
В християнската религия Сирни вторник е денят преди Големите (великденски) пости.

### Важни събития, случили се или случващи се във вторник
Вторник е обичайният ден за провеждане на избори в САЩ. Федералните избори там са във вторника след първия понеделник на ноември. Датата е установена със закон от 1845 г. за президентски избори, а по-късно – от 1875 г. и за избори за Долната камара на Конгреса (House of Representatives, Камарата на представителите), както и за Сенат от 1914 г.
Черният вторник (Black Tuesday) в САЩ се отнася за 29 октомври 1929 г., когато се срива Нюйоркската фондова борса и започва световната икономическа криза 1929 – 1933 г.

### В популярната култура
Този ден от седмицата има и символично значение при много нации. Например вторник се смята за ден без късмет при гърците (във вторник е паднал Константинопол). Същото се отнася и за испаноговорещите, които имат следната поговорка: En martes, ni te cases ni te embarques („Във вторник нито се жени, нито се тръгва на път“).
В исторически план в Римската империя „вторник“ е бил посветен на бога Марс – „Martis dies“.